# Józef Kromkay
Józef Wiktor Kromkay (ur. 18 marca 1915 w Chicago, zm. 12 maja 1944 pod Monte Cassino) – kapitan piechoty Wojska Polskiego.

## Życiorys
W 1925 przyjechał do Polski. W 1934 ukończył Gimnazjum Państwowe im. Seweryna Goszczyńskiego w Nowym Targu. Następnie wstąpił do Szkoły Podchorążych Piechoty w Ostrowi Mazowieckiej. W 1939 jako podchorąży służby stałej skierowany do pułku w Stanisławowie. Nominacji oficerskiej z 1 września nie zdążył odebrać. Po kampanii wrześniowej przez Węgry dotarł do Grecji. Na przełomie maja i czerwca 1940 wyruszył z Pireusu na pokładzie SS „Warszawa” i dotarł do Bejrutu. później walczył w stopniu porucznika m.in. pod Tobrukiem, ukończył Szkołę Wojenną w Hajfie. Był dowódcą plutonu w 3 Batalionie Strzelców Karpackich. Poległ 12 maja 1944 w czasie bitwy o Monte Cassino dowodząc 2. kompanią 1 Batalionu Strzelców Karpackich nacierającą na „Gardziel”. Zginął rażony pociskiem artyleryjskim na wzgórzu „Głowa Węża”, które jego kompania miała rozkaz utrzymać. Jego grób znajduje się na cmentarzu pod Monte Cassino i nosi numer 4-C-12.
W 2000 Zarząd Oddziału Związku Kombatantów RP i Byłych Więźniów Politycznych w Nowym Targu podjął decyzję o zwróceniu się do władz miejskich o uczczenie osób związanych z Nowym Targiem i poległych podczas II wojny światowej; wśród nich wymieniono kapitana Józefa Kromkaya.

## Odznaczenia
- Krzyż Walecznych (pod Tobrukiem)
- Krzyż Pamiątkowy Monte Cassino nr 762 (1944)[1]